# 埃德納鎮區 (北達科他州巴恩斯縣)
埃德納鎮區（英語：Edna Township）是位於美國北達科他州巴恩斯縣的一個鎮區。

## 地方資料
埃德納鎮區的面積為92.70平方千米，當中陸地面積為89.21平方千米，而水域面積為3.49平方千米。根據2010年美國人口普查的數據，當地共有人口76人，而人口密度為每平方千米0.82人。